# Alfredo (nombre)
Alfredo es la forma en español (también en portugués e italiano) del nombre inglés Alfred, que a su vez deriva del anglosajón Ælfræd, formado por las palabras ælf (que significa 'elfo') y ræd (que se traduce como 'consejo'). Es decir: «aconsejado por los elfos».
Algunos autores, sin embargo, lo relacionan con el nombre anglosajón Ælfrith, de all ('todo') y frith ('paz'): «el pacífico», atestiguado en fuentes posteriores como Alfrido.

El nombre se difundió en Inglaterra por ser el de uno de sus principales monarcas, considerado unificador de la Heptarquía, Alfredo, el Grande. 

## Santoral
- 12 de enero: San Alfredo, abad cisterciense de Rivaulx, York (Inglaterra).
- 2 de agosto: Alfreda, princesa de Mercia.
- 15 de agosto: Alfredo de Hildesheim, obispo de Hildesheim.
- 26 de octubre: Alfredo el Grande, rey de Wessex. Es la fecha tradicional, pero no es considerado santo por la Iglesia Católica, ni por la Ortodoxa.[5][6]

## Variantes
- Femenino: Alfreda, Alfredina.
- Diminutivo: Alfredito.
- Hipocorístico: Alfre, Chafeo, Fred, Fredi.

### Variantes en otros idiomas
| Variantes en otras lenguas | Variantes en otras lenguas |
| -------------------------- | -------------------------- |
| Español                    | Alfredo                    |
| Alemán                     | Alfred                     |
| Árabe                      | ألفريد (Alfred)            |
| Aragonés                   | Alfredo                    |
| Armenio                    | Ալֆրեդ (Alfred)            |
| Asturiano                  | Alfredu                    |
| Búlgaro                    | Алфред (Alfred)            |
| Catalán                    | Alfred                     |
| Checo                      | Alfréd                     |
| Danés                      | Alfred                     |
| Eslovaco                   | Alfréd                     |
| Esloveno                   | Alfred                     |
| Euskera                    | Alperda                    |
| Esperanto                  | Alfredo                    |
| Finés                      | Alfred                     |
| Francés                    | Alfred                     |
| Gallego                    | Alfredo                    |
| Georgiano                  | ალფრედ (Alfred)            |
| Griego                     | Αλφρέδος (Alfrédos)        |
| Hebreo                     | אלפרד (Alfred)             |
| Húngaro                    | Alfréd                     |
| Inglés                     | Alfred                     |
| Islandés                   | Alfreð                     |
| Italiano                   | Alfredo                    |
| Japonés                    | アルフレード (Arufurēdo)   |
| Latín                      | Alfredus                   |
| Letón                      | Alfrēds                    |
| Lituano                    | Alfredas                   |
| Neerlandés                 | Alfred                     |
| Noruego                    | Alfred                     |
| Polaco                     | Alfred                     |
| Portugués                  | Alfredo                    |
| Rumano                     | Alfred                     |
| Ruso                       | Альфред (Al'fred)          |
| Serbio                     | Алфред (Alfred)            |
| Siciliano                  | Arfredu                    |
| Sueco                      | Alfred                     |